# Staurogyne spiciflora
Staurogyne spiciflora är en akantusväxtart som först beskrevs av Friedrich Anton Wilhelm Miquel, och fick sitt nu gällande namn av Cornelis Eliza Bertus Bremekamp. Staurogyne spiciflora ingår i släktet Staurogyne och familjen akantusväxter. Inga underarter finns listade i Catalogue of Life.